# Língua oneida
Oneida (/oʊˈnaɪdə/, autônimo: /onʌjotaʔaːka/, /onʌjoteʔaːkaː/, /onʌjotaʔaːka/, Povo da Pedra Permanente, Latilutakowa, Ukwehunwi, Nihatiluhta:ko) é uma língua iroquesa falada principalmente pelo povo Oneida nos estados americanos de Nova Iorque e Wisconsin, e na província canadense de Ontário. Há apenas um pequeno punhado de falantes nativos restantes hoje. Os esforços de revitalização da linguagem estão em andamento.
Em 1994, a maioria dos falantes de Oneida vivia no Canadá.

## Ecologia

### Falantes e localização
Historicamente, a tribo Oneida estava localizada no norte do estado de Nova Iorque, no que hoje é a área de Utica. Durante o início e meados do século XIX, grupos significativos de Oneida migraram para Wisconsin e Ontário como resultado do deslocamento impulsionado pelo Estado de Nova Iorque após a Guerra Revolucionária Americana. Hoje, a população de Nova Iorque inclui cerca de 1.100 membros inscritos na tribo; aproximadamente 16.000 estão na tribo Wisconsin. A maioria desses indivíduos fala inglês e usa Oneida como segunda língua, se for o caso. Outros oneidas vivem em Ontário nas reservas Six Nations of the Grand River e Oneida Nation of the Thames.
De acordo com o National Virtual Translation Center, há 250 falantes de Oneida, localizados nas nações de Wisconsin e Ontário. Outra fonte especifica que, em 1991, 200 falantes de Oneida residiam na nação do Tamisa (Ontário) e 50 em Wisconsin. Como muitos povos indígenas, os Oneida adotaram e assimilaram indivíduos de outras tribos capturadas na guerra, e aprenderiam Oneida. Hoje a grande maioria dos oradores atuais são descendentes de Oneida.

### Papel da língua Oneida na sociedade Oneida
A cultura Oneida coloca um forte foco na tradição narrativa oral:  tanto que, na ausência de uso como comunicação primária, este é o principal papel social da língua Oneida. Nas palavras do Conselho dos Homens Oneida e das Mães do Clã, a "língua tradicional Oneida é um elo vital para nossos ancestrais e identidade nacional". Essas histórias têm sido usadas há muito tempo para desenvolver normas sociais e transmitir capital cultural por meio de mitos, contos populares e lendas.
Os iroqueses usaram três nomes comuns separados para essas narrativas semelhantes: "coisas que realmente aconteceram", "é como se um animal andasse" e "eles foram à floresta para caçar carne". Respectivamente, são histórias da mitologia do sobrenatural, de animais (muitas vezes antropomórficos ) e de parábolas ou fábulas de feitos humanos. Os Oneida também têm uma extensa tradição de oratória formal e tradição ritual. Muitos processos políticos e diplomáticos de Oneida são altamente formalizados dessa maneira, e as palavras faladas são reforçadas pelo uso de wampum, cordões de contas de conchas simbólicas, tanto em gestos quanto como presentes que indicam verdade ou seriedade.
A cerimônia de condolências, ritual de sucessão da chefia, desempenhou um papel central na manutenção da Confederação Iroquesa ; a cerimônia das Três Palavras, uma abertura metafórica dos olhos, ouvidos e garganta, precedeu qualquer diplomacia. Rituais religiosos também fizeram uso específico de linguagem prescrita, incluindo a cerimônia Onnonhouaroia (Meio inverno), uma celebração de sonhos psicologicamente orientada e cerimônias de medicina xamânica Tradições de narrativa oral e ritual são, em geral, uma parte menor de Oneida cultura hoje do que eram até os tempos pós-coloniais. Como os líderes do clã indicam, a cultura é valorizada, e a língua Oneida é parte integrante da promulgação dessa cultura.

### Situação de Oneida em relação ao multilinguismo e mudança de idioma
Oneida é uma língua secundária: os líderes Oneida escrevem em inglês sobre o valor de preservar a língua e a cultura Oneida. Quase todos os Oneida são falantes de inglês bilíngues ou monolingues; de acordo com M. Dale Kincade, apenas seis falantes monolingues de Oneida permaneceram nos Estados Unidos em 1991.
Durante a era da Depressão, o Projeto Folclore foi criado para preservar e promover a língua Oneida.
O Oneida em Nova Iorque opera o lucrativo Turning Stone Resort & Casino, que teve desafios legais relacionados a ele. Operar o cassino está entre os rostos mais públicos da nação, como evidenciado pela extensa cobertura de notícias. A Nação tem um site de anúncios para o cassino e para a nação. Os Oneida adotaram o uso do inglês desde os anos coloniais, mas os líderes da Nação Oneida continuam a promover a relevância cultural de sua língua e trabalham para preservá-la por meio da manutenção da língua Oneida e do bilinguismo. [ fonte não primária necessária ]
Devido ao seu desuso como linguagem comunicativa comum – e seu uso extensivo como linguagem ritual prescrita – a alteração de Oneida por seus falantes é minimizada. A releitura de Demus Elm da História da Criação, um ato linguístico para o qual a forma não é rigidamente prescrita, tem espaço limitado para a mudança de linguagem. Mas as narrativas orais mudam com o tempo; Anthony Wonderley confirma que sim. Ter menos falantes para contar as histórias reduz as possibilidades de mutação. Gick observa uma das várias pequenas mudanças da morfologia de Elm para a de Antone durante o período de 25 anos entre suas narrativas: a omissão da sílaba final de um verbo em particular. Ele avalia que "tais diferenças simplesmente indicam as diferentes maneiras de contar histórias dos dois falantes, ou de falar em geral", em vez de uma mudança linguística apreciável.

### Avaliação da "saúde" da língua Oneida
Os falantes de Oneida foram originalmente estabelecidos no estado de Nova Iorque. Desde então, eles foram divididos em facções e agora são encontrados em três comunidades diferentes no estado de Nova Iorque, Wisconsin e Ontário, Canadá. A divisão começou com a influência de vários missionários no final do século 18 ao início do século XIX que convenceram muitos Oneida a aceitar o cristianismo ou manter suas crenças Oneida mais tradicionais. Eleazer Williams, um índio Mohawk, convenceu ainda muitos Oneida a se converterem ao cristianismo e deixarem o estado de Nova Iorque para se estabelecerem em uma área perto de Green Bay, Wisconsin. Como parte da conquista maior, as comunidades foram divididas ainda mais pela Revolução Americana quando o governador de Nova Iorque deu aos soldados americanos que retornavam parcelas de terra de Oneida e eles foram instruídos a se mudarem. Oneida ficou do lado dos Estados Unidos e o resto da Confederação Haudenosaunee (também às vezes chamada de Confederação Iroquesa) ficou do lado dos ingleses. Outra divisão foi criada dentro da comunidade de Wisconsin Oneida, na qual as crianças que falavam Oneida foram tiradas de suas famílias e levadas para internatos onde só podiam falar inglês. Todos esses fatores levaram à diminuição de falantes.
Os Principais Fatores Avaliativos da Vitalidade da Língua da UNESCO consistem em um conjunto detalhado de nove fatores para acessar a vitalidade de uma língua. De acordo com o Fator 1: Transmissão Inter geracional, Oneida é classificado como 1 ou grau criticamente ameaçado. Oneida é usado por muito poucos falantes e a maioria dos usuários está entre a geração dos bisavós. O oneida é falado principalmente pelos anciãos ou líderes da comunidade, mas a maioria dos falantes o usa como idioma secundário. Fator 2: Número absoluto de falantes consideraria Oneida criticamente ameaçada porque o baixo número de falantes na população o torna vulnerável. O Censo Canadense de 2016 lista 55 falantes de língua materna Oneida em Ontário, tornando-o em risco. Oneida seria classificado como 1 ou grau de domínios altamente limitados na escala do Fator 4: Tendências em Domínios de Idioma Existentes. Sob esta categorização, Oneida é usado apenas em domínios muito restritos e para poucas funções. Oneida é falado na comunidade para fins formais em torno de tópicos relacionados à sua cultura.
Embora o número de falantes nativos seja limitado, a viabilidade das nações Oneida e seus esforços de preservação cultural e linguística estão em seu nível mais alto em 150 anos. Todas as três nações Oneida, Nova Iorque, Wisconsin e Tâmisa (Ontário), têm sites relativamente bem desenvolvidos (www.oneidaindiannation.com; www.oneidanation.org; www.oneida.on.ca/index.htm) divulgando o atual eventos das tribos e suas ações governamentais. A presença desses sites é conhecida do público: o Central New Iorque Business Journal informou que o site da Nação Oneida de Nova Iorque é o mais antigo nacionalmente. Esses sites usam uma quantidade limitada de linguagem Oneida, quase exclusivamente em um contexto de preservação cultural explícita. A Oneida Nation of the Thames utiliza seu site para fornecer ao público informações sobre seu povo, cultura, comunidade e planos para o futuro. O site tem links para o site do Oneida Language and Cultural Center, que fornece informações adicionais sobre a cultura Oneida com links para vídeos, roupas, símbolos culturais, orações, clãs, receitas, canções, histórias e história. Além disso, as informações sobre os recursos de aprendizado de idiomas do Oneida incluem lições, recursos de sala de aula, recursos de aprendizado, jogos, testes de proficiência no idioma, podcasts, dicionários escritos e falados e vídeos para aprender o idioma por meio de seu site.

Os esforços para aumentar o número de falantes bilíngues de Oneida, no entanto, têm sido extensos. O estudo da língua Oneida foi formalmente sancionado pela New Iorque Oneida Nation nos últimos quinze anos e, através de uma colaboração com o Berlitz para promover o estudo intensivo da língua, vem progredindo rapidamente desde 2004. O representante do Berlitz atuando como ligação com a Nação Oneida identificou a tarefa como particularmente difícil:
O Berlitz divide as línguas em duas seções de dificuldade, A e B... Vou fazer uma lista C para Oneida. É uma linguagem muito difícil. Levará um aluno mais horas para aprender por causa do vocabulário. Os comprimentos das palavras são tão longos. Aprender inglês pode ser comparado a um trem com um vagão seguindo outro e outro; em Oneida é um círculo.
Alguns esforços de revitalização e preservação da língua foram feitos. Iniciado em 1936 e liderado por Morris Swadesh, o Projeto Folclore, iniciado na Universidade de Wisconsin, foi um importante programa para a preservação e expansão da língua Oneida. Mais tarde, foi liderado por Floyd Lounsbury e começou formalmente em janeiro de 1939. Durou dezenove meses. Vinte e quatro Oneidas foram colocados em uma sessão de treinamento de duas semanas, na qual foram instruídos a escrever seu idioma. Aqueles considerados os melhores escritores, então, completariam o projeto. Esses escritores deveriam se reunir todos os dias da semana e receber 50 centavos por hora como compensação pelo tempo gasto no estudo. Ao final do projeto, os participantes, que foram reduzidos a oito ao longo do projeto, conseguiram escrever em seu idioma. Eles coletaram histórias, que também foram levadas para os funcionários da universidade e depois transcritas.
As novas receitas dos cassinos estão ajudando o Oneida a realizar a preservação da língua. As obras literárias existentes são recentes: a história da criação de Elm & Antone foi publicada em 2000 e a coleção de histórias de Wonderley em 2004. Embora o tempo da língua Oneida como língua primária esteja quase certamente terminando, se já não terminou, os sinais apontam para seu uso contínuo em um contexto cultural.
Produtos primários de documentação podem ser encontrados na Smithsonian Institution, na American Philosophical Society, Syracuse University Library, e The Oneida Language Audio Collection. Os arquivos incluem documentos relativos ao vocabulário, gramática, orações, cartas manuscritas, fotografias, cópias do censo, exposições, livros, manuscritos, panfletos, análises, mapas, correspondências, documentos e arquivos de áudio. Além disso, os produtos secundários de documentação consistem em dicionários, informações gramaticais e textos. Os dicionários consistem em entradas completas de todo o léxico Oneida, enquanto os livros de gramática descrevem sons, palavras e estrutura de frases e significados. Entre os textos, estão presentes histórias, hinos, orações, vídeos, músicas, recursos de aprendizado de idiomas e sites.

## História

### Proposta de afiliação genética de Oneida
Derivado do trabalho de Lounsbury e sua própria bolsa original, Michelson apresenta uma genealogia da família linguística iroquesa, da qual Oneida faz parte. Como atestado por Gick, seu trabalho está entre as poucas pesquisas linguísticas sobre Oneida datando após o trabalho definitivo de Lounsbury. Iroquesa tem duas subdivisões principais, norte e sul; Iroquesa austral abrange apenas Cherokee, que é de longe a língua Iroquesa mais difundida com mais de 15.000 falantes. As línguas iroquesas do lago compõem a maioria dos iroqueses do norte, com exceção do "quase extinto" Tuscarora e do extinto Nottoway. Das línguas Lago-Iroquesas, Mohawk, Oneida, Onondaga, Cayuga e Seneca existem, com apenas Mohawk tendo mais de mil falantes. A estreita relação de Oneida com Mohawk e Onondaga é ainda corroborada por evidências arqueológicas das primeiras aldeias Oneida, particularmente Nichols Pond.

### História dos falantes de Oneida
O local da aldeia Nichols Pond data de aproximadamente 1450, indicando os Onondaga como os prováveis ancestrais imediatos dos Oneida, como corroborado por um mito da formação da tribo Oneida por dois irmãos Onondaga. A partir desta época, o Oneida permaneceu em grande parte sedentário até a chegada de missionários franceses em meados do século XVII em seu assentamento principal em Primes Hill, no norte de Nova Iorque. Devido à centralidade da caça para a cultura Oneida, os membros do clã eram matrilineares (já que os homens estavam frequentemente ausentes) e as tarefas eram divididas em linhas de gênero, ambos elementos sociais que ainda estão pelo menos nominalmente em vigor. O Oneida rapidamente adotou a tecnologia francesa e a integrou com pouca mudança cultural no estilo de vida comum. Em sua tentativa de trazer a religião européia, no entanto, os missionários franceses, liderados por Jacques Bruyas, gradualmente conseguiram desmantelar uma parcela significativa da cultura Oneida.
Sob a liderança do Chefe Good Peter, e contra o resto da Confederação Iroquesa, o Oneida apoiou os Estados Unidos na Guerra Revolucionária. O Castelo Oneida em Primes Hill foi destruído em 1780 por forças leais, iniciando uma era difícil para os Oneida que resultou em sua subsequente assimilação quase completa ao novo modo de vida americano em relação à aparência, tecnologia e estilo de vida Quase imediatamente após com o fim das hostilidades, no entanto, eles sofreram graves abusos políticos por parte do Estado de Nova Iorque, e a grande maioria das terras Oneida foi anexada. Durante esse período, partes da tribo se separaram e se mudaram para Wisconsin e Ontário. Este processo de sequestro e desmoralização culminou em 1850 com a apropriação pela cidade de Utica da Pedra Oneida, um símbolo de longa data da Nação.
Nos últimos dez a vinte anos, a nação Oneida de Nova Iorque foi muito revitalizada pelo estabelecimento do Turning Stone Resort and Casino. Os fundos gerados a partir deste empreendimento permitiram à Nação direcionar esforços substanciais para reconstruir a cultura e o território (www.oneidaindiannation.com) e levaram à formação de uma variedade de outras empresas de propriedade da Nação (www.onenterprises.com). Mais notavelmente, em abril de 2005, a Nação Oneida de Nova Iorque apresentou um pedido finalmente bem-sucedido de organização territorial federal de fideicomisso, limitando a jurisdição e a responsabilidade fiscal, do território Oneida à Nação e ao governo federal.

### História escrita de Oneida
O registro histórico escrito do Oneida foi em grande parte escrito por indivíduos de fora em línguas estrangeiras, inglês ou francês. A escrita usada para a escrita de Oneida foi desenvolvida por missionários franceses, mas a escrita por indivíduos de Oneida existe apenas em anos relativamente recentes e é quase exclusivamente em inglês. Escritos anteriores sobre a língua Oneida e as pessoas registraram narrativas orais, e mesmo esses relatos caíram por volta de 1930. É somente a partir da década de 1980 que os próprios Oneida empregaram a escrita, em qualquer idioma, pelo menos em um contexto público, e muito disso decorre das batalhas legais da Nação. The Creation Story, de Elm & Antone, é o único livro escrito em Oneida em grande publicação, e grande parte da bolsa de estudos subjacente a este trabalho, embora certamente em colaboração com falantes de Oneida, foi feita em inglês.

## Estrutura

### Fonologia
|            | Alveolar | Dorsal  | Dorsal | Glótico |
| avião      | Alveolar | labial. |        | Glótico |
| ---------- | -------- | ------- | ------ | ------- |
| Nasal      | n        |         |        |         |
| Plosiva    | t        | k       | kʷ     | ʔ       |
| África     | ts       |         |        |         |
| Fricativo  | s        |         |        | h       |
| Aproximado | l        | j       | w      |         |

Existem quatro vogais orais, /i e o a/, e duas vogais nasais, /ũ/ (escrito ⟨u⟩   ) e /ə̃/ (escrito ⟨ʌ⟩   ). A duração da vogal é indicada com dois pontos, ⟨꞉⟩.
Como outras línguas iroquesas, Oneida tem um inventário relativamente limitado de vogais e um conjunto bastante padrão de consoantes, embora seja excepcional por não ter consoantes bilabiais. De acordo com Gick, "todas as consoantes soam semelhantes ao inglês", com algumas exceções envolvendo fricativas e a oclusiva glotal. Oneida carece de paradas bilabiais e fricativas labiodentais. As sílabas de Oneida são em grande parte CV, e VV aparece em sequências dissilábicas ai, ae, ao e au. As consoantes também podem agrupar-se em arranjos particulares até CCCCC na posição medial da palavra; clusters de palavra-inicial ou final de palavra são limitados a CCC. Oneida geralmente acentua na penúltima sílaba e compartilha com Mohawk as "regras PLI que... alongam uma penúltima aberta acentuada". O tom de registro básico resulta do sistema de sotaque Oneida, mas não é contrastante.

### Morfologia
Oneida é polissintético e tem substancial incorporação de substantivos. Os afixos são prefixos e sufixos, dependendo do uso preciso. Os verbos assumem três aspectos : habitual, pontual e estativo, que são marcados por sufixo. Prefixos modais (futuro, factual e optativo) preenchem o papel do tempo verbal; prefixos não modais são frequentemente ad-posicionais. Oneida está marcando a cabeça, e designa pessoa e número desta maneira. Esses chamados "prefixos de paciente" assumem formas singulares, duplas ou plurais para marcar a distinção inclusivo-exclusivo.
Há também evidências de "vários gêneros femininos" em Oneida. Estes são referidos como "feminino-zoico e "feminino-indefinido". Esses gêneros femininos são diferenciados de várias maneiras, como por "indefinição, animacidade, humanidade, tamanho e graciosidade, idade e relacionamentos especiais" com e ou da própria mulher. No entanto, seus usos podem ser controversos e são usados de maneira diferente dependendo da pessoa que fala.

### Sintaxe
Oneida ou é verbo-inicial ou não tem forma dominante. A interpretação da parte de Elm do texto da própria História da Criação revela uma ordem de palavras verbo-inicial clara, mas a parte de Antone não, sugerindo que a ordem das palavras é variável de acordo com o falante e que o uso flexível é gramaticalmente aceitável. Oneida constrói frases apenas na voz ativa.